# Elateridae

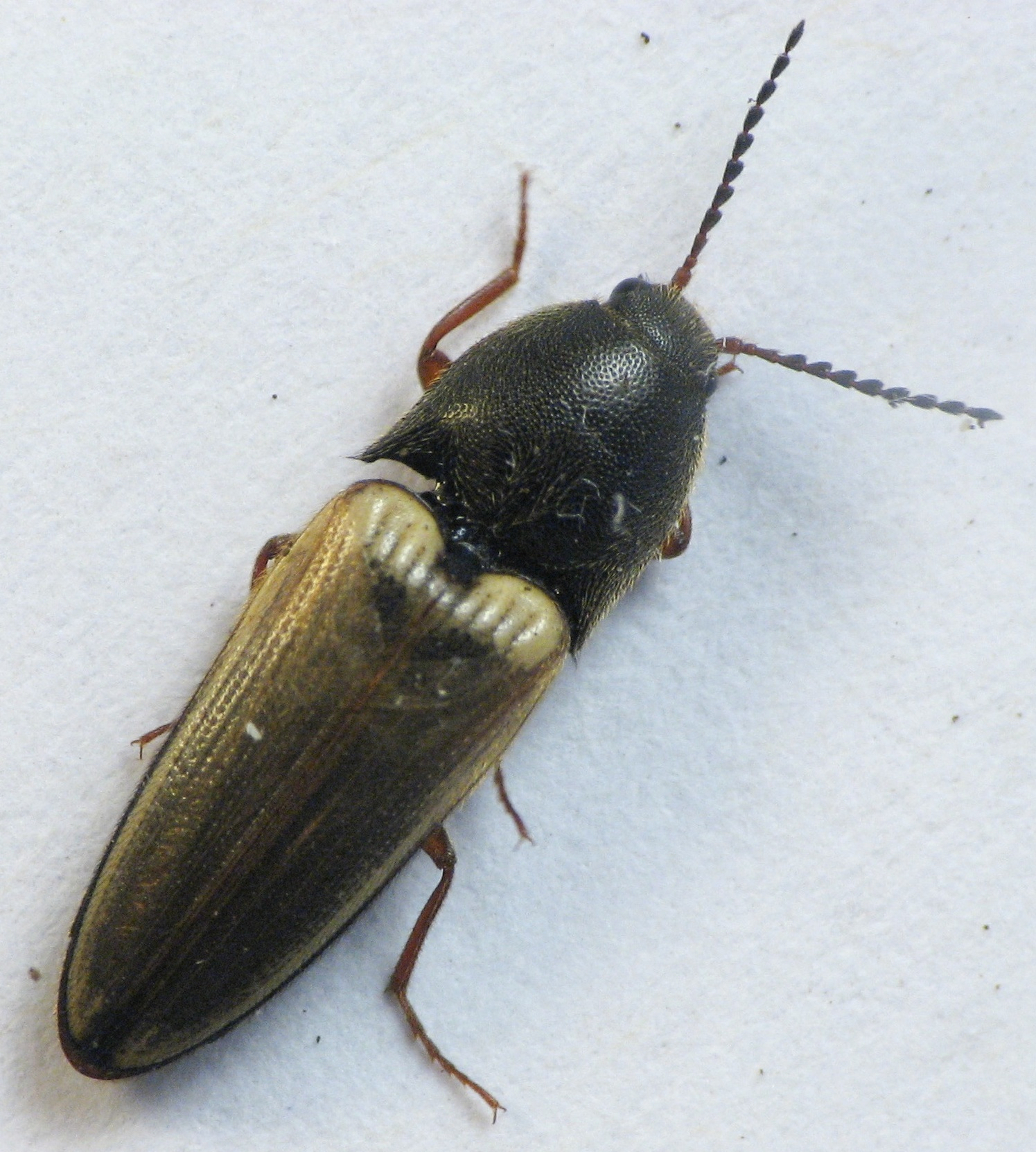
Ampedus nigricollis

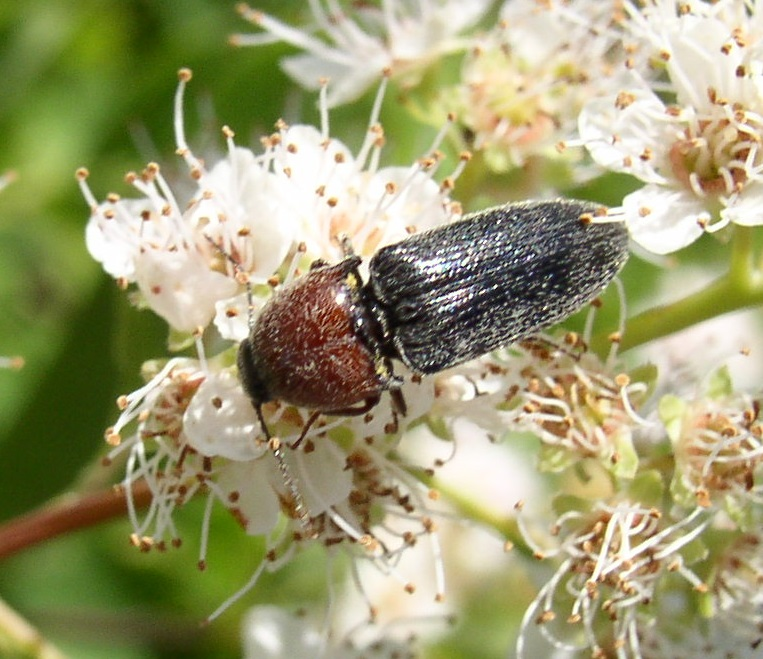
Melanotus leonardi

Los elatéridos (Elateridae), a veces  llamados eláteros, cascarudos o saltapericos, son una familia cosmopolita de coleópteros polífagos caracterizada por su inusual mecanismo de clic; hay pocas familias donde sus miembros tengan el mismo mecanismo, y todos los elatéridos lo poseen: una espina en el prosterno puede generar un chasquido cuando entra en una muesca en el mesosterno, produciendo un violento clic que puede lanzar al insecto al aire. El cliqueo es usado para evitar ser cazado, y es muy útil cuando queda boca arriba y necesita erguirse. Hay cerca de 7000 especies conocidas. Esta familia fue definida por William Elford Leach (1790-1836) en 1815.
Pueden ser grandes y coloridos (hasta verde metálico brillante), pero muchos son de pequeños a medianos (< 2 cm) y oscuros. Son típicamente nocturnos y fitófagos. Por la noche son atraídos por la luz artificial, motivo por el cual entran en las casas a través de ventanas abiertas.

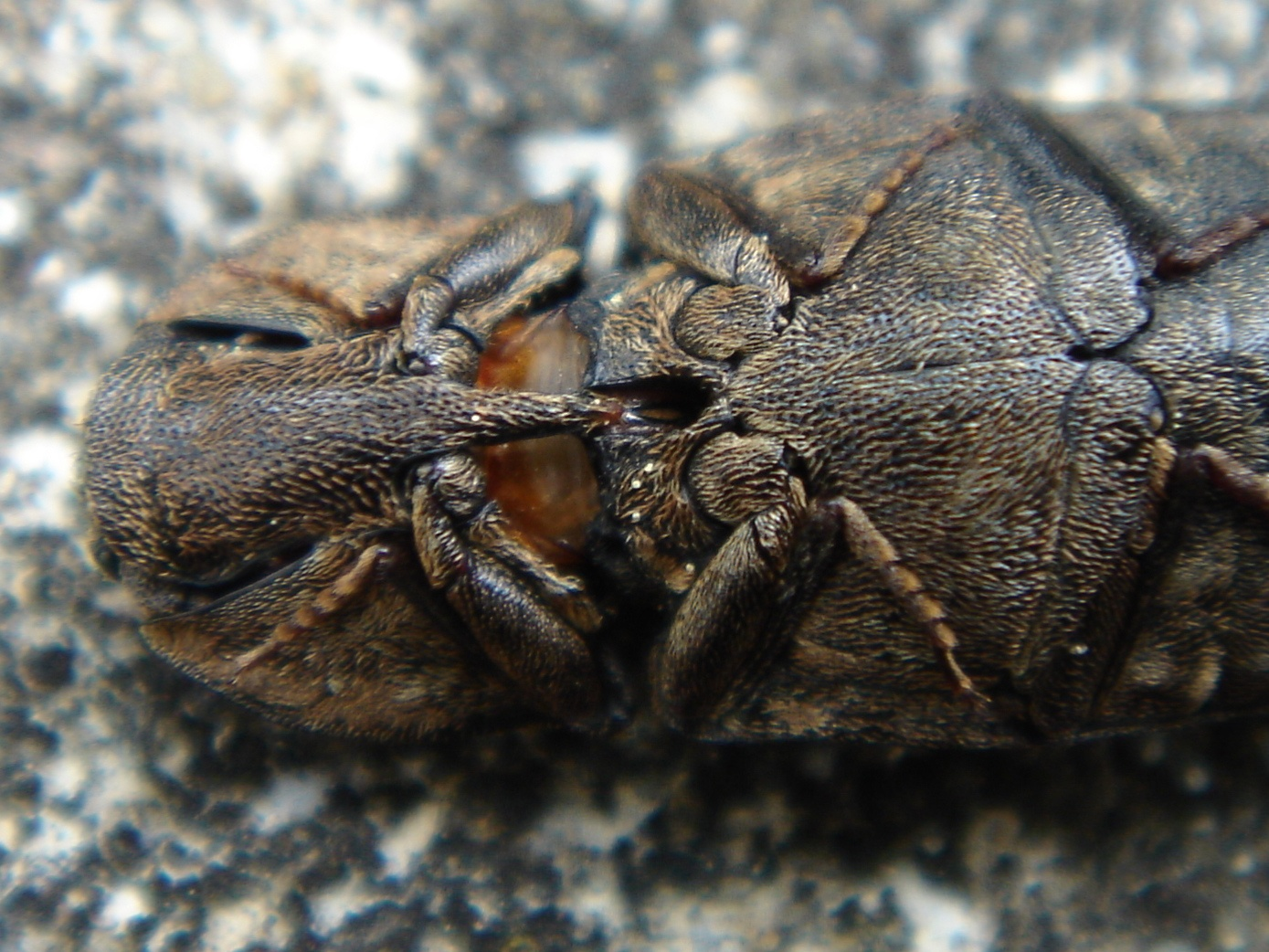
Agrypnus murinus. Vista ventral, se distingue el mecanismo de cliqueo.

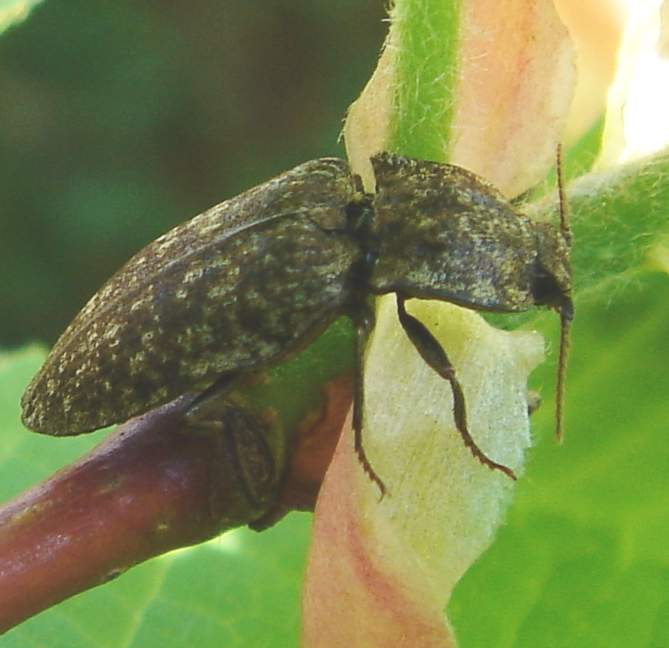
Agrypnus murinus en una rama.

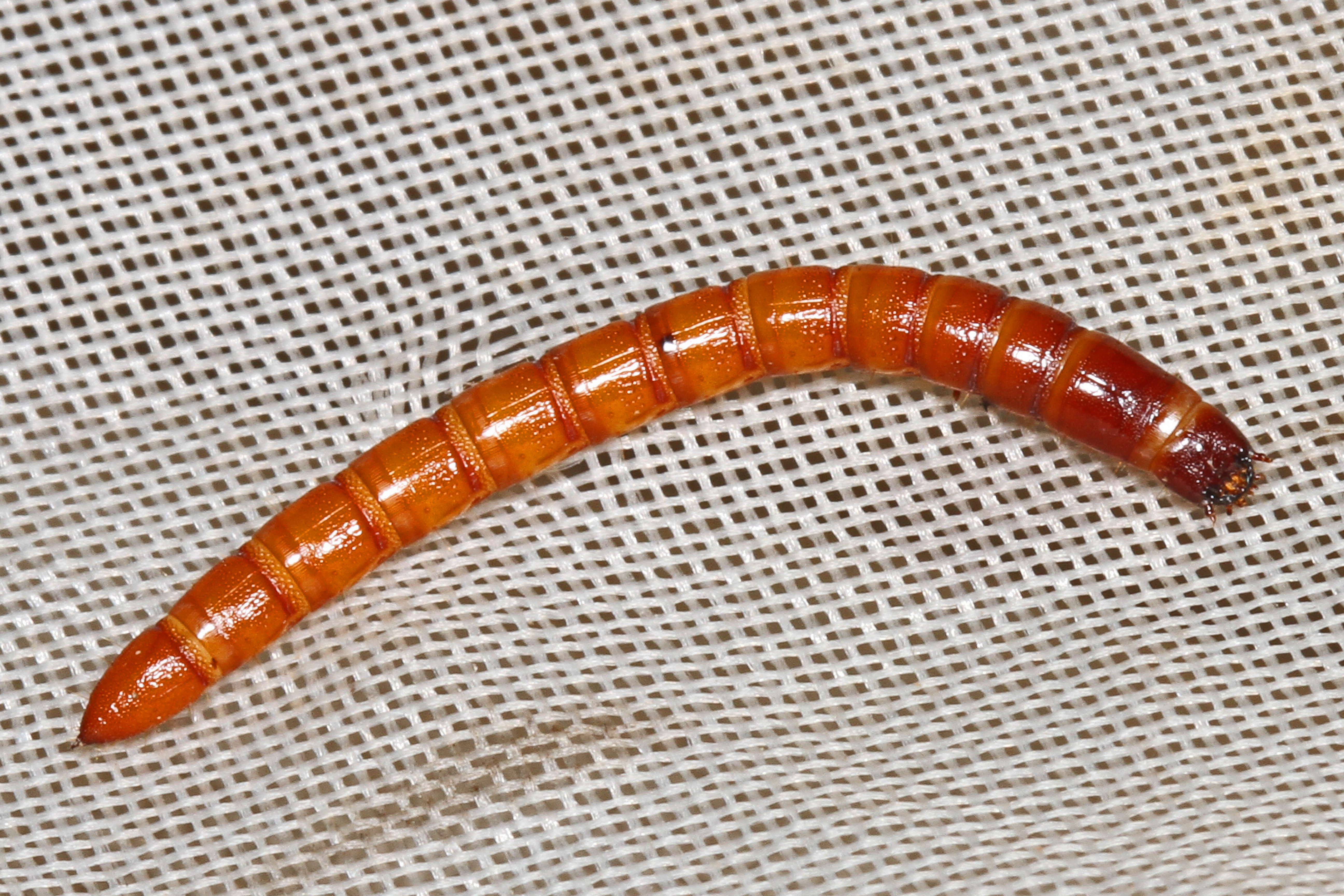
Larva

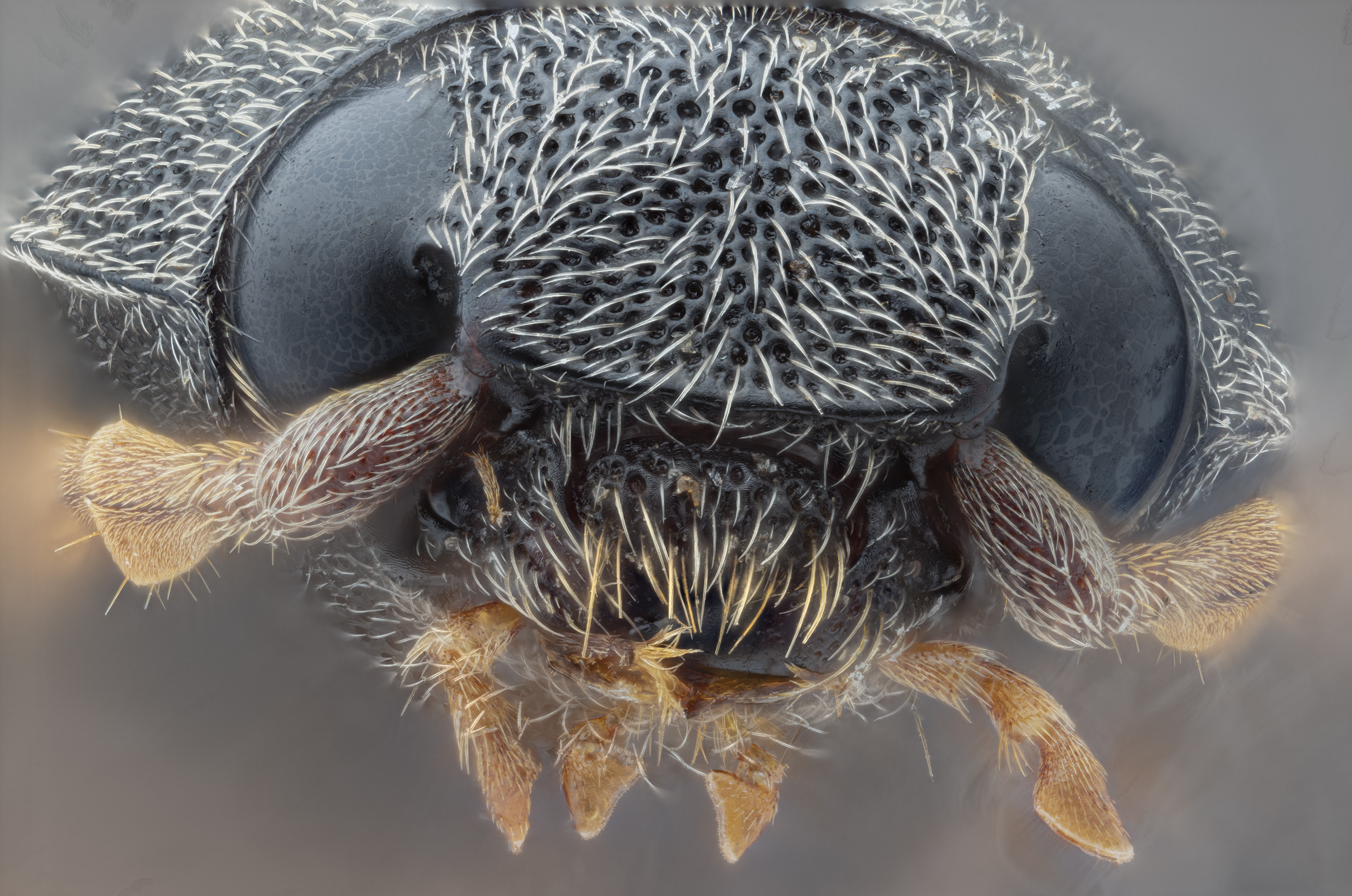
Elateridae, cabeza en detalle.

Las larvas, llamadas gusanos alambre, son delgadas, largas, cilíndricas o algo achatadas y relativamente duras. Los tres pares de patas del tórax son cortas y el último segmento abdominal se dirige hacia abajo y puede servir como propatas terminales. El noveno segmento, último segmento abdominal, es puntiagudo en las larvas de Agriotes, Dalopius y Melanotus, pero en Selatosomus (antes Ctenicera), Limonius, Hypnoides y Athous la cola es bífida y de bordes afilados. Pueden vivir dos o tres años en el suelo, comiendo raíces de plantas. Otras especies son depredadoras de otros insectos o se alimentan de material orgánico en descomposición. Algunas especies causan mucho daño a los cultivos, especialmente a cereales. Sus hábitos subterráneaos los hacen difícil de exterminar. Por lo que lo más efectivo es la rotación de cultivos y los tratamientos con cebos tóxicos, antes de la siembra. Pasan fácilmente a través del suelo debido a su forma, moviéndose de planta en planta, destruyendo muchas raíces en corto tiempo. Otras especies subterráneas, como los Tipulidae que no tienen patas, y los miriápodos, que pueden llegar a tener 200, pueden ser confundidas con los gusanos alambre (de seis patas).

## Lista parcial de géneros
- Actenicerus
- Adelocera
- Adrastus
- Aeoloderma
- Aeoloides
- Aeolus
- Agriotes
- Agrypnus
- Alaus
- Ampedus
- Anchastus
- Anostirus
- Aplotarsus
- Athous
- Berninelsonius
- Betarmon
- Brachygonus
- Brachylacon
- Calambus
- Cardiophorus
- Chalcolepidus
- Cidnopus
- Conoderus
- Crepidophorus
- Ctenicera
- Dacnitus
- Dalopius
- Danosoma
- Denticollis
- Diacanthous
- Dicronychus
- Dima
- Drasterius
- Eanus
- Ectamenogonus
- Ectinus
- Elater
- Eopenthes
- Fleutiauxellus
- Hemicrepidius
- Horistonotus
- Hypnoidus
- Hypoganus
- Hypolithus
- Idolus
- Ischnodes
- Itodacne
- Lacon
- Limoniscus
- Limonius
- Liotrichus
- Megapenthes
- Melanotus
- Melanoxanthus
- Metanomus
- Negastrius
- Neopristilophus
- Nothodes
- Oedostethus
- Orithales
- Paracardiophorus
- Paraphotistus
- Peripontius
- Pheletes
- Pityobius
- Podeonius
- Porthmidius
- Procraerus
- Prodrasterius
- Prosternon
- Pseudanostirus
- Pyrophorus
- Quasimus
- Reitterelater
- Selatosomus
- Sericus
- Simodactylus
- Stenagostus
- Synaptus
- Vesperelater
- Zorochros